# Димо Пиринджиев
Димо (Динчо) Николов Пиринджиев е български революционер, деец на Вътрешната македоно-одринска революционна организация, а сетне на Българската комунистическа партия.

## Биография
Димо Пиринджиев е роден на 10 април 1886 година в Копривщица, Княжество България. Между 1898 – 1902 година работи в Цариград като шивач, след което се завръща в България и се присъединява към ВМОРО. По време на Илинденско-Преображенското въстание от лятото на 1903 година е куриер в Одринския революционен окръг. Заловен е от османските власти и е осъден на доживотен затвор, но през 1904 година е амнистиран и се завръща в България.
Става член на БРСДП (т.с.). През Първата световна война води антивоенна пропаганда на фронта, след съглашенския пробив на Македонския фронт при Добро поле участва във Владайското въстание. След войната е съден за антивоенна пропаганда и дезертьорство. Участва в Септемврийско въстание от 1923 година, а след атентата в църквата „Света Неделя“ (1925) бяга в Кралството на сърби, хървати и словенци, а оттам през 1928 година в СССР, където живее под името Данаил Константинов Трайков. По време на Втората световна война влиза в диверсионната група на Йордан Кискинов, която на 5 – 6 октомври 1941 година е спусната с парашути в Круша планина. На 9 октомври са открити в Круша планина трима парашутисти Васил Танев, Павел Георгиев и Димо Трайков и първите двама загиват. Трайков тежко ранен се оттегля в изолирана къща в Суха баня (Ксилотрон), Нигритско, където е открит и загива на 16 октомври 1941 година в сражение с немски войски.